# Le Trou portatif
 (juillet 2020).
Pour plus de détails, voir Fiche technique et Distribution.
Le Trou portatif (The Hole Idea en anglais) est un cartoon américain Looney Tunes de 1955 réalisé par Robert McKimson. 